# Chính trị Hồng Kông
Chính trị Hồng Kông diễn ra trong khuôn khổ của một hệ thống chính trị được thống trị bởi văn bản gần như hiến pháp, Luật Cơ bản Hồng Kông, cơ quan lập pháp của nó, Đặc khu trưởng đóng vai trò như người đứng đầu chính phủ và Vùng tự trị đặc biệt Hồng Kông với một hệ thống đa đảng. Quyền hành pháp do chính phủ nắm giữ.
Vào ngày 1 tháng 7 năm 1997, chủ quyền của Hồng Kông được chuyển sang Trung Quốc (PRC), kết thúc một thế kỷ rưỡi thuộc quyền cai trị của Anh. Hồng Kông trở thành một khu hành chính đặc biệt (SAR) của Trung Quốc với mức độ tự chủ cao trong tất cả các vấn đề ngoại trừ ngoại giao và quốc phòng, vốn là trách nhiệm của chính phủ Trung Quốc. Theo Tuyên bố chung Trung-Anh (1984) và Luật cơ bản, Hồng Công sẽ duy trì các hệ thống chính trị, kinh tế và tư pháp và cách sống độc đáo và tiếp tục tham gia vào các hiệp định và tổ chức quốc tế như một lãnh thổ phụ thuộc ít nhất 50 năm sau khi trở về Trung Quốc. Ví dụ Ủy ban Olympic Quốc tế công nhận Hồng Kông là một lãnh thổ phụ thuộc tham gia IOC dưới cái tên "Hồng Kông, Trung Quốc", tách biệt khỏi phái đoàn của Cộng hòa Nhân dân Trung Hoa.
Economist Intelligence Unit đã đánh giá Hồng Kông như là một chính phủ "dân chủ khiếm khuyết" vào năm 2016.